# 中野康実
中野 康実（なかの やすざね）は、戦国時代から安土桃山時代にかけての武将。南部氏の家臣。

## 生涯
南部一族の有力支族である九戸氏に生まれ、九戸弥五郎と称する。三戸南部氏と抗争してきた高水寺城（斯波御所）の主・斯波詮真が、南部氏24代・南部晴政の圧力に屈して、弥五郎を女婿として受け入れ、入嗣後に知行地として高田村（紫波郡矢巾町高田）が与えられ高田吉兵衛康実と名を改めた。
しかし高水寺斯波氏当主が詮真からその子・詮直（詮元）に替わると確執して、天正14年（1586年）に吉兵衛は南部氏26代・南部信直の下へ出奔する。それに対し詮真は南部領へ攻め入るも南部軍の反撃にあい逆に侵攻されてしまい、高水寺斯波一族の雫石久詮と猪去義方は攻められて本家の高水寺城に逃れ、雫石城（雫石御所）ならび猪去城（猪去御所）は滅ぼされた。結果、稗貫氏立ち会いの下で両家は和睦し、斯波氏は岩手郡見前、津志田、中野、飯岡の地（いずれも盛岡市内）を失ってしまう。
吉兵衛は南部側へ割譲された中野をあてがわれ中野修理亮直康または中野康実と改称、高水寺斯波家臣の諜略を命じられる。
詮直は家中の統率が取れず、天正16年（1588年）（南部との和睦と同年天正14年中の説もある）南部に仕えた康実に岩清水義教らが内通し謀反を起こした。詮直は義教の兄・義長に命じて、弟の居城である岩清水城（現在の紫波郡矢巾町岩清水）を攻めさせるが、この混乱に乗じて南部信直が自ら出陣してきた。詮直は領内に動員令を発するも多くの家臣らは参陣せず、離反して南部軍に投降するか屋敷に籠り、高水寺城に駆けつけたのは岩清水義長、家老細川長門守、稲藤大炊助など少数だった。
康実が高水寺城攻めの先鋒を務め、斯波詮直は高水寺城を放棄して大崎氏のもとへ逃亡し、高水寺斯波氏は滅亡した。
康実は高水寺城から改称された郡山城の城代と、片寄城主を兼ねて3500石を供された。
天正19年（1591年）の九戸政実の乱では実家の九戸側ではなく信直を支持し、豊臣軍の九戸城攻めの道案内を命じられた。
文禄3年（1594年）4月4日、九戸落城で浪人した従弟・九戸連伊と片寄城内で歓談中に口論となり刃傷され、2日後に死去した。また他に、後に南部氏27代・南部利直と不和になって毒殺されたという話もあるが、子孫の中野氏が以下の如く南部家中で重職を務める家柄になっている以上、まず考えられない。
康実を祖とする中野氏は鹿角郡花輪城を預かり、南部家中で八戸氏、北氏と共に代々家老を務める御三家の一つとして続き、文政元年（1818年）には南部藩の家格昇進を祝って八戸氏、北氏、南氏、東氏と共に、嫡子嫡孫まで南部の称号を許された。

## 系譜[2]
- 父：九戸信仲
- 母：八戸信長の娘
- 正室：斯波詮真の娘
  - 長男：中野康仲：弥七。家督は継がなかったが、父が斯波氏に婿入りしたときの所領・高田村を宛がわれる。
- 生母不詳
  - 次男：中野正康（1580-1624）：吉兵衛。のち直正。家督を継ぐ。15歳の時、父が九戸連伊に不意に斬られたが、その相手をその場で即座に斬り伏せた。
  - 長女：八木沢与四郎光興の妻：八木沢与四郎は一戸行重の末子・江繋伯耆正光の嫡男。